# Asplenium borneense
Asplenium borneense är en svartbräkenväxtart som beskrevs av William Jackson Hooker. Asplenium borneense ingår i släktet Asplenium och familjen Aspleniaceae. Inga underarter finns listade.